# Летеђе (Мачерата)
Летеђе (итал. Letegge) насеље је у Италији у округу Мачерата, региону Марке.
Према процени из 2011. у насељу је живело 15 становника. Насеље се налази на надморској висини од 666 м.